# Juncus subnodulosus
Espèce
Classification APG III (2009)
Statut de conservation UICN

 LC  : Préoccupation mineure

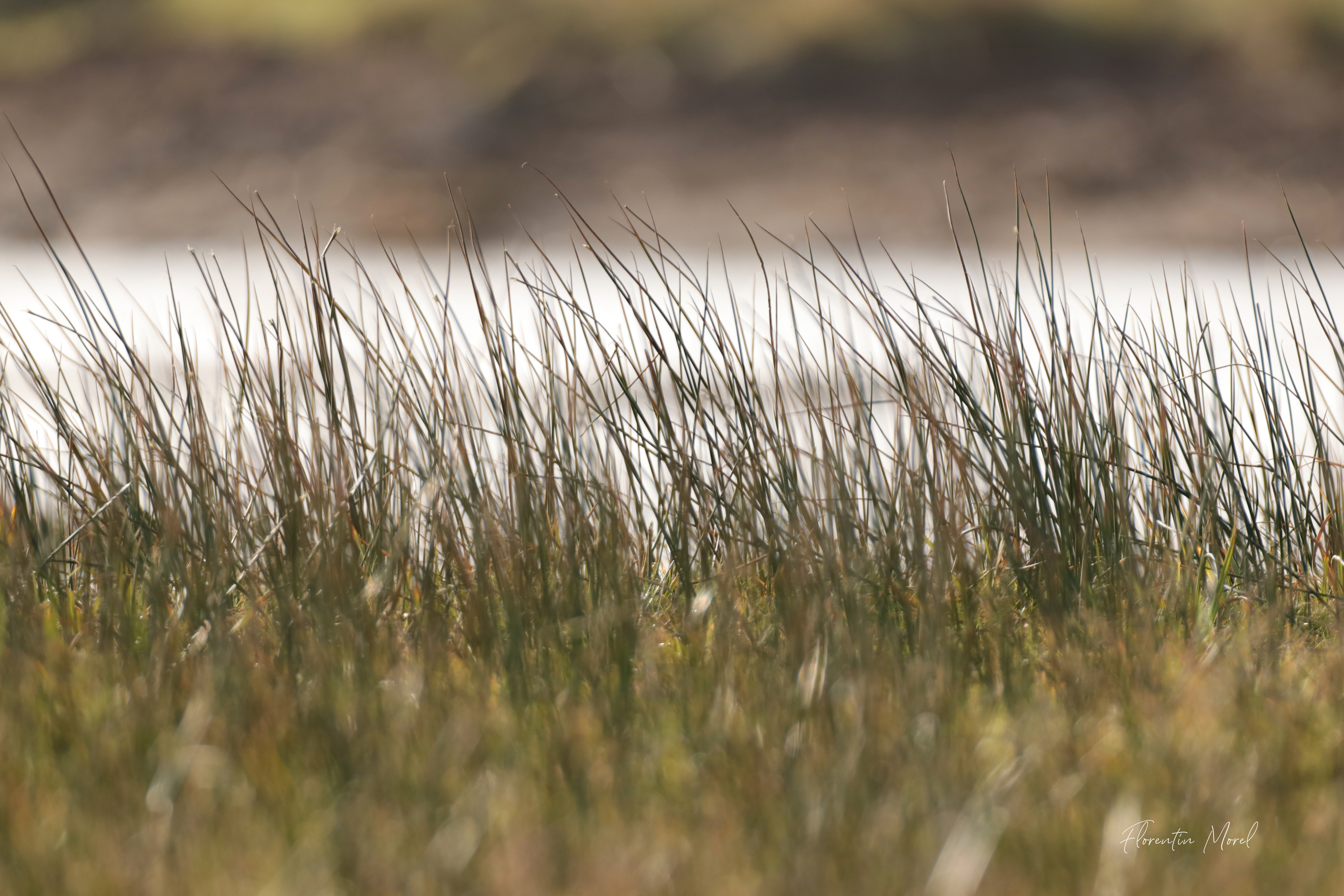
Ba-marais à Juncus subnodulosus en hiver

Juncus subnodulosus, le Jonc noueux, est une espèce végétale de la famille des Juncaceae.
C'est une plante caractéristique des tourbières basses alcalines et est typiquement une plante génératrice de tourbe quand les conditions du milieu permettent la turfigenèse.

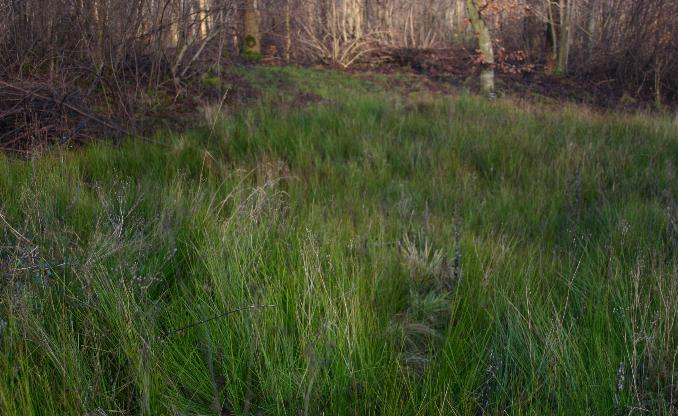
Jonchère à Juncus subnodulosus